# درختان و درختچه‌های ایران
درختان و درختچه‌های ایران کتابی از حبیب‌الله ثابتی است که در سال ۱۳۴۴ منتشر و برندهٔ جایزه کتاب سال سلطنتی شد.